# Comune di Helsinge
Il comune di Helsinge fino al 1º gennaio 2007 è stato un comune danese situato nella Contea di Frederiksborg. Il comune aveva una popolazione di 19 517 abitanti (2006) e una superficie di 145,81 km². Capoluogo era la cittadina omonima
Dal 1º gennaio 2007, con l'entrata in vigore della riforma amministrativa, il comune è stato soppresso e accorpato al comune di Græsted-Gilleleje per dare luogo al neo-costituito comune di Gribskov compreso nella regione di Hovedstaden.